# 氯化钐
氯化釤(III)（化学式：SmCl3），是稀土金屬釤(III)的氯化物。它是一種淡黃色的固體。若將之暴露在潮濕的空氣中，它會迅速的吸收水分子形成六水合物，SmCl3·6H2O。
單純加熱氯化釤的水合物可能造成小部份的產物水解。在110 °C時會失去五個水分子。氯化釤是強的路易士酸，若依软硬酸碱理论的分類，它被歸類為「硬酸」。

## 製備
氯化釤(III)可以由金属釤或碳酸釤(III)與盐酸反應而得。
無水氯化釤(III)可以由將含水氯化釤脫水制得。有兩種方法：在高度真空下與氯化銨慢慢地加熱到400 °C，或者与大量的SOCl2一起加熱五小時。無水氯化釤也可以由金属釤與氯化氫反應而得。
2 Sm(s) + 6 HCl(aq) → 2 SmCl3(aq) + 3 H2(g)
Sm2(CO3)3(s) + 6 HCl(aq) → 2 SmCl3(aq) + 3 CO2(g) + 3 H2O(l)
2 Sm + 6 NH4Cl → 2 SmCl3 + 6 NH3 + 3 H2
4 Sm + 6 SOCl2 → 4 SmCl3 + 3 SO2 + 3 S
高純度的氯化釤可通过高溫高度真空的環境下將氯化釤升华得到。

## 用途
氯化釤(III)可以用來製備釤金屬，而釤金屬有多種用途，主要在磁鐵方面。無水氯化釤(III)是氯化鈉和氯化鈣的助熔劑。無水氯化釤也可以用來製備一些釤的有機金屬化合物，如用作氢化反应及烯烃硅氢化反应催化剂的双(五甲基环戊二烯基)钐(III)配合物。它也可以用來製備其他的釤化合物，比如氢氧化钐(III)与氟化钐(III)：
SmCl3(aq) + 3 NaOH(aq) → Sm(OH)3(s) + 3 NaCl(aq)
SmCl3(aq) + 3 KF(aq) → SmF3(s) + 3 KCl(aq)